# Errico Petrella
Errico Petrella (Palerm, Sicília, 10 de desembre de 1813 - Gènova, Ligúria, 7 d'abril de 1877) fou un compositor italià.

## Biografia

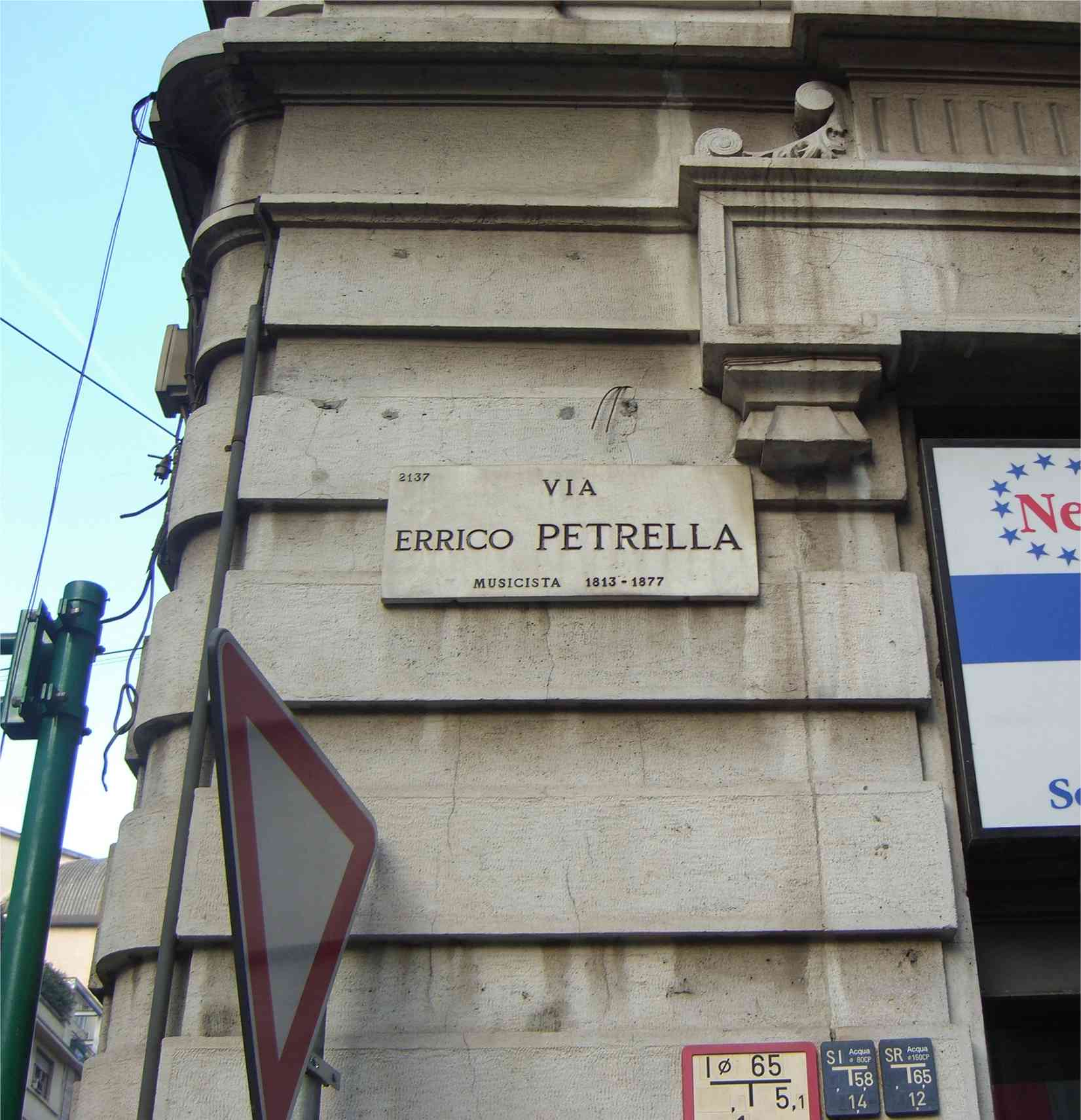
Placa en un carrer de Milà amb el nom del compositor

Era fill d'un oficial de la marina i sent molt jove fou enviat a Nàpols, on ben aviat donà a conèixer les seves aptituds per a la música. Als dotze anys ingressà en el Conservatori d'aquella ciutat, i tingué per professors en Costa, Bellini, Furno, Ruggi i Zingarelli. Aquest últim li ensenyà, a més, composició i contrapunt.
El 1829 debutà com a compositor amb l'òpera Il diavolo color di rosa, i aviat fou un dels autors escènics més de moda a Itàlia, fins al punt de considerar-se únicament a Verdi com a superior seu en l'art de compondre òperes. En l'espai de quaranta anys va escriure més de vint obres d'aquest gènere, moltes de les quals tingueren la més favorable acollida del públic, encara que la seva vàlua fou molt desigual.

## Obres
Entre les òperes de Petrella que més èxit aconseguiren figuren: 
- Jone (1858)
- Marco Visconti.
- Giovanna di Napoli.
- Il folletto di Grasy.
- Le precauzioni é Ione, la marxa fúnebre de la qual és molt cèlebre).
- La contessa d'Amalfi, etc.

Com va dir la crítica, Petrella fou un servil imitador de Verdi en la primera època d'aquest il·lustre compositor. Entre les altres produccions s'hi troben les òperes:
- Il giorno delle nozze.
- Pulcinella morto e nou morto.
- Cimodocea.
- Lo scrocone.
- I pirati spaynnoli.
- Le minieri di Freimberg.
- Elena di Tolosa.
- Elnava o l'assedio dei Leida.
- Il duca di Scilla.
- Morosina.
- Virginia.
- Celinda.
- Caterina Howard.
- I promessi sposi.
- Manfredo.
- Bianca Orsini.
- La fata di Pozznoli, obra pòstuma acabada i abans de morir deixà inacabada Salambo.

A més se li deuen: un Himne en honor del rei Víctor Manuel.